# Форбант (син на Лапит)
Вижте пояснителната страница за други значения на Форбант.
Форбант (на старогръцки: Φόρβας, Phorbas) в гръцката митология е син на Лапит и на Орсинома. Той е брат на Перифас. В други източници (Диодор) той е брат и на Триоп и на Лесбос.
По други източници той е син на Триоп, цар на Тесалия и на Хисцила.
Той произлиза от Тесалия и се изселва в Олен, където цар Алектор му предава царската власт в Елида. Той се жени за неговата сестра Хирмина. Той има с нея синовете Егей, Актор и аргонавтите Авгий и Тифис. Той жени дъщеря си Диогения за Алектор, която с него има син Амаринкей.